# Edward Landowski
Edward Landowski (ur. 14 października 1839 w Wilnie, zm. 6 listopada 1882 w Algierze) – polski lekarz, antropolog, powstaniec styczniowy, wolnomularz.
Urodził się w rodzinie lekarskiej, jako syn Vincenza Landowskiego, zdymisjonowanego lekarza wojskowego pochodzenia żydowskiego, wyznania luterańskiego. Ukończył gimnazjum w Lublinie i studia medyczne we Wrocławiu. Był bratem ginekologa Pawła Landowskiego, który po jego śmierci zajął się wychowaniem szóstki dzieci Edwarda. Najmłodszym z nich był rzeźbiarz Paul Landowski.
W czasie powstania styczniowego był naczelnikiem III sekcji Żandarmerii Narodowej. Wysłany za granicę po zakup broni, miał zbiec z powierzoną mu sumą. Na początku 1864 przebywał w Szwajcarii, skąd po wydaleniu przeniósł się do Francji. Studiował w Zurychu i Montpellier. Jako lekarz praktykował w Sumene i w Paryżu, od 1879 roku w Algierze w Mustapha Supérieur. Założył stację klimatyczną dla gruźlików, prowadził badania nad zastosowaniem rośliny Piscida erythrina. Publikował też prace poświęcone kumysoterapii.